# Balesmes-sur-Marne
Balesmes-sur-Marne è un comune francese di 269 abitanti situato nel dipartimento dell'Alta Marna nella regione del Grand Est.

## Società

### Evoluzione demografica
Abitanti censiti